# چمگردله سفلی
چمگردله سفلی، روستایی از توابع بخش مرکزی شهرستان پلدختر در استان لرستان ایران است.

## جمعیت
این روستا در دهستان جایدر قرار دارد و براساس سرشماری مرکز آمار ایران در سال ۱۳۸۵، جمعیت آن ۵۶۶ نفر (۱۲۴خانوار) بوده‌است.